# Joseph Acaba
Joseph Michael Acaba est un astronaute américain né le 23 août 1967 à Inglewood (Californie).

## Biographie
Diplômé en géologie de l'université de Californie à Santa Barbara en 1990, Joseph Acaba réalise un master de science géologique à l'université de l'Arizona deux ans plus tard. Il est enseignant en mathématiques et en sciences. Il est membre de l'United States Marine Corps Reserve et de l'United States Peace Corps. L'astronaute aime les activités de plein air comme le camping, le VTT, la randonnée, le kayak, la plongée, mais aussi lire, en particulier de la science-fiction. Il est sélectionné en 2004 dans le groupe 19 d'astronautes de la NASA à 36 ans.

## Vols réalisés
- STS-119 lancée le 15 mars 2009 : pour amener la poutre S6 de la Station spatiale internationale avec ses panneaux solaires. Il réalise deux sorties extravéhiculaires au cours de cette mission, en compagnie de Steven Swanson et Richard R. Arnold, totalisant presque 13 heures dans le vide[1].
- Il décolle à nouveau le 15 mai 2012 à bord du vaisseau Soyouz TMA-04M depuis le cosmodrome de Baïkonour, vers la Station spatiale internationale, en tant que membre des expéditions 31 et 32, avec les Russes Guennadi Padalka et Sergueï Revine. Il revient sur Terre le 17 septembre 2012[2].
- Il repart le 13 septembre 2017 à 00 h 17, heure de Moscou, à bord du Soyouz MS-06 avec le cosmonaute Alexandre Missourkine, commandant de vol, et Mark T. Vande Hei, pour participer aux expéditions 53 et 54 de l'ISS[3]. Il réalise une sortie extravéhiculaire au cours de cette mission avec Randolph Bresnik de 6 h 49 min. Joseph Acaba est rentré dans les steppes kazakhes le 28 février 2018[4].

Depuis février 2023, Acaba est le chef du bureau des astronautes de la NASA. Il remplace Reid Wiseman, nommé commandant de la mission Artemis II.

## Honneur
L'astéroïde (119993) Acabá a été nommé en son honneur le 27 janvier 2021, dans la Minor Planet Circular no 128944.

## Galerie

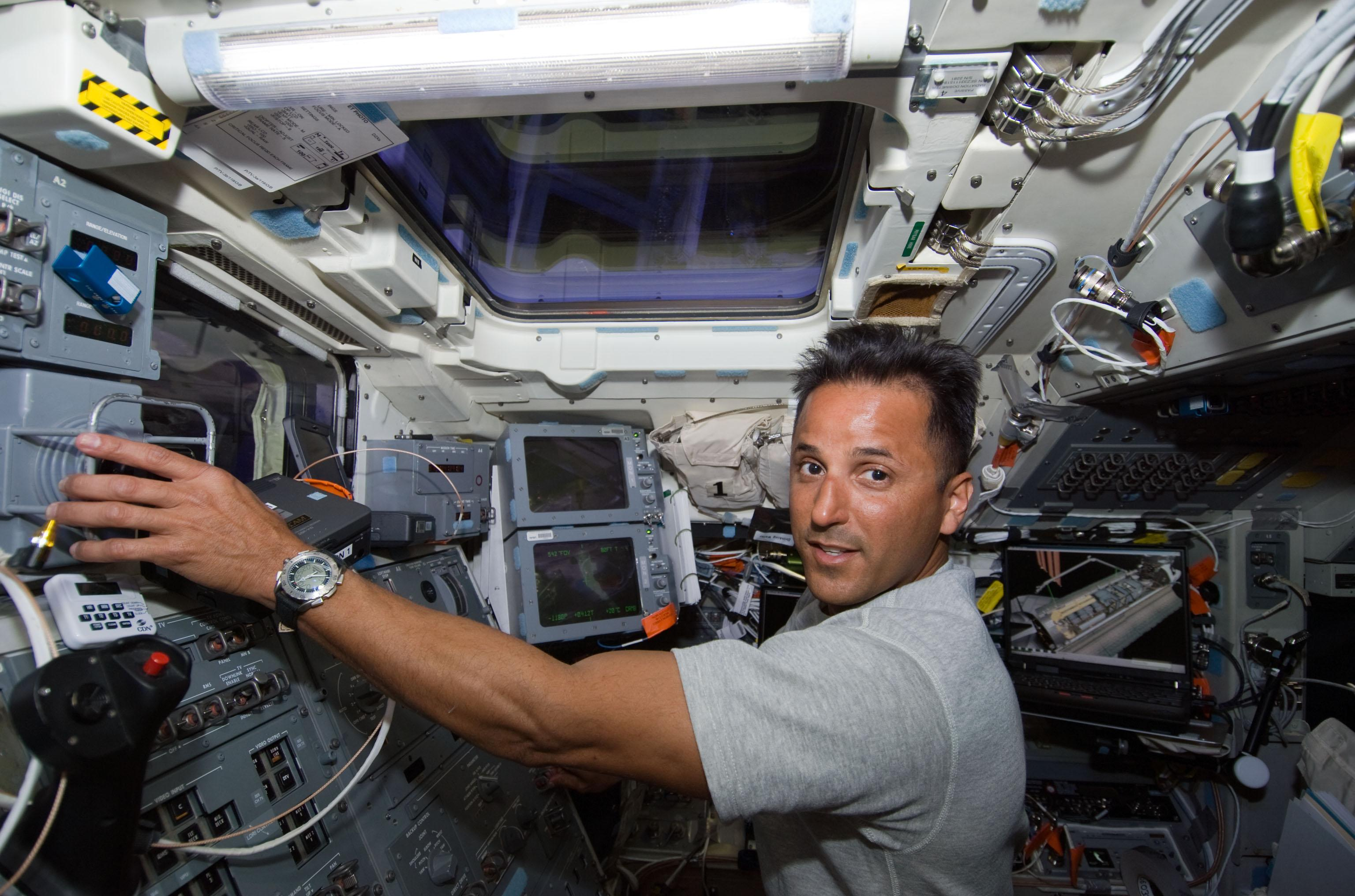
Acaba est ici en train de piloter le bras robotique de la navette Discovery lors de se première mission.
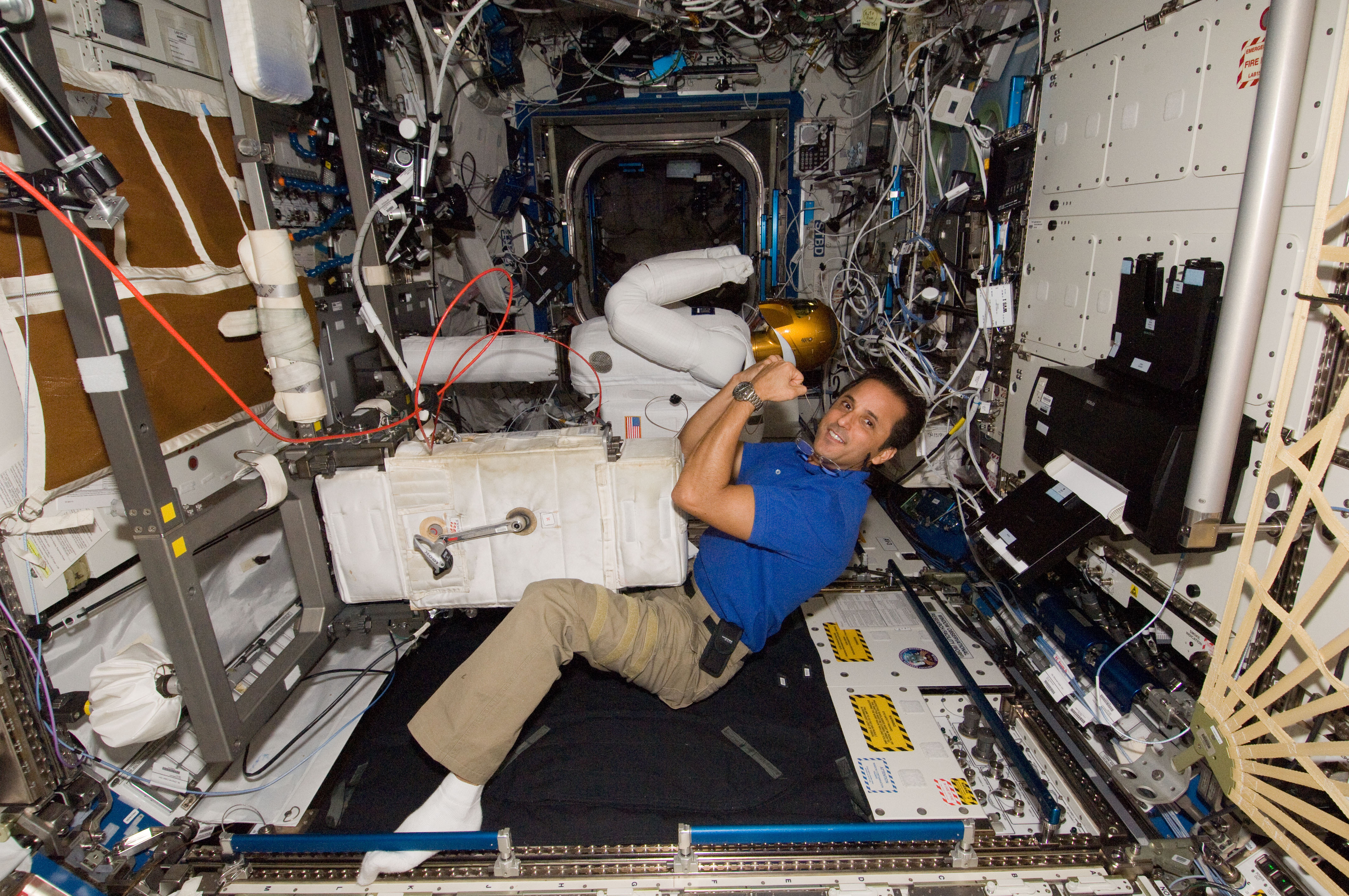
Joseph Acaba pose ici avec Robonaut 2 dans le module américain Destiny de l'ISS lors de sa seconde mission.
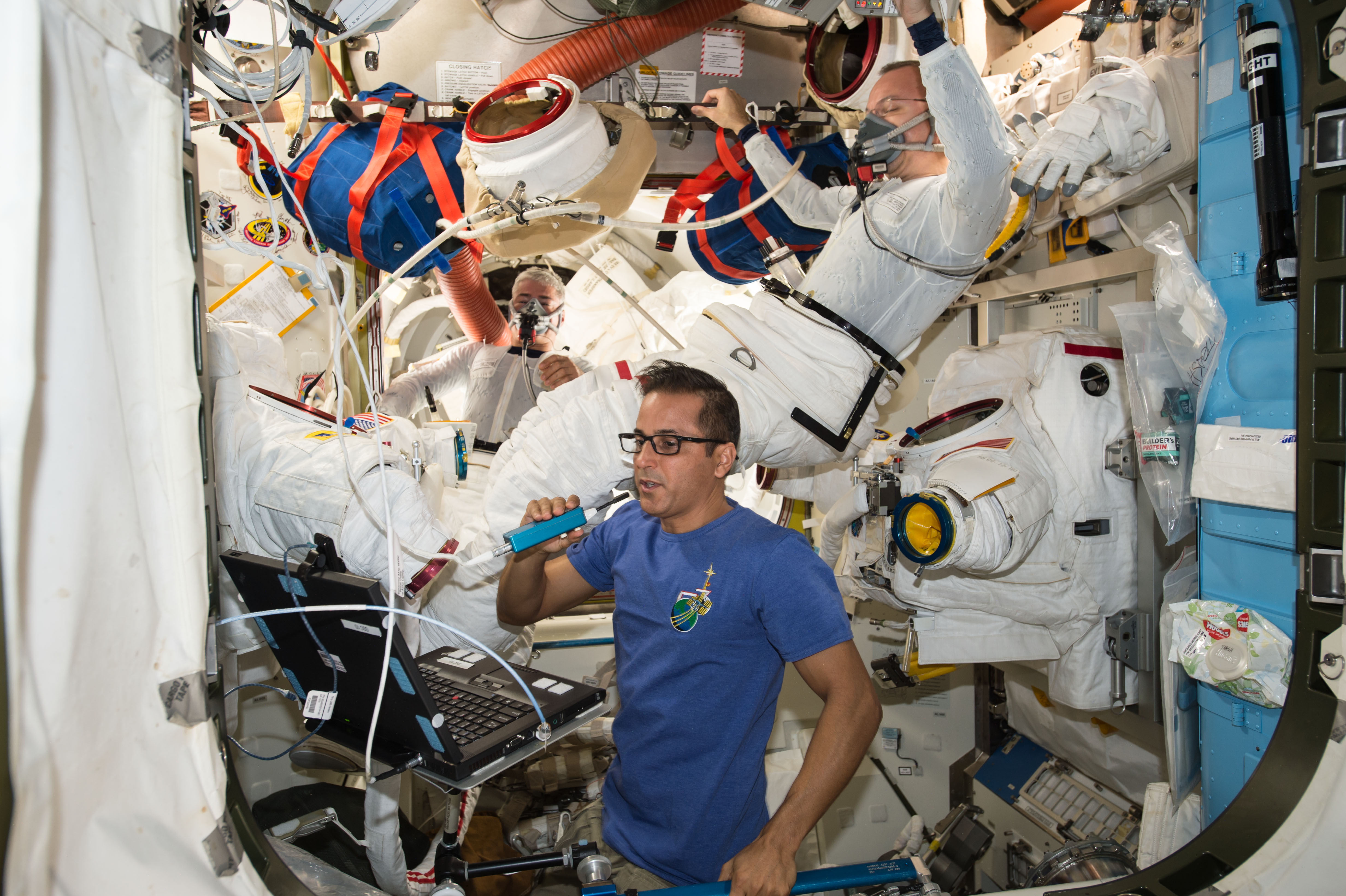
Lors de la deuxième EVA de l'expédition 53, Joe Acaba assiste ses collègues dans le sas Quest.